# Nîmes
Nîmes (franska: [nim]

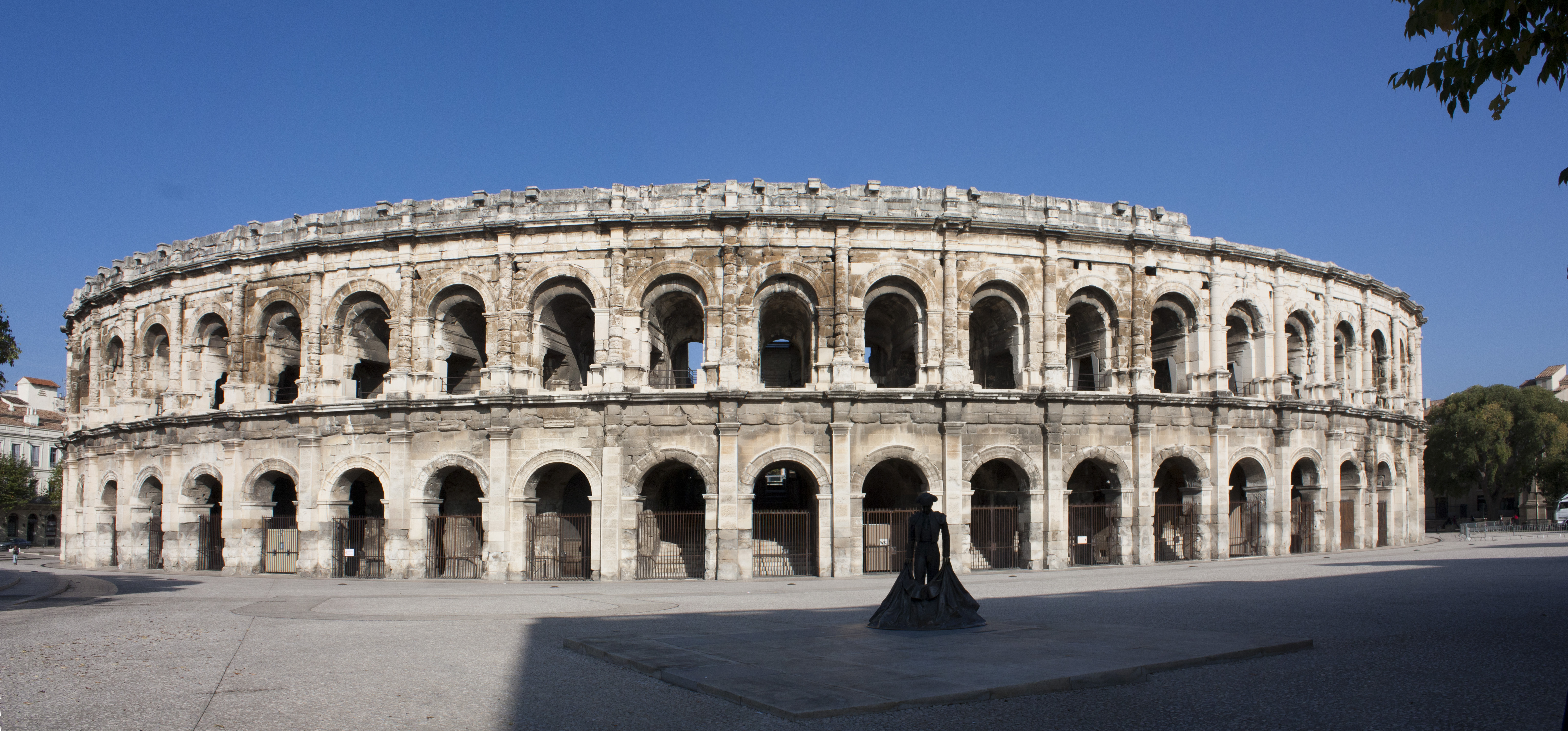
Amfiteatern

 ( lyssna), provensalska/occitanska: Nimes, Latin: Nemausus) är fransk huvudort (franska: préfecture) i departementet Gard i södra Frankrike (Occitanien). År 2022 hade Nîmes 150 444 invånare.
Nîmes kallas den mest romerska staden utanför Italien, och har en rik historia som går tillbaka till Romerska riket när staden var en regional huvudstad med en population på 50 000–60 000 invånare. Flera kända monument finns i Nîmes, såsom amfiteatern och Maison Carrée.  På grund av detta kallas Nîmes ofta det franska Rom.

## Namnets ursprung
Namnet Nîmes har i äldre form hittats i inskriptioner på galliska, ett sedan länge utdött keltiska språk, med texter som ”dede matrebo Namausikabo” = "han har gett till moder Nîmes" och "toutios Namausatis" = "Nîmes-medborgare". Namnets ursprung kommer från Nemausus som var den lokala keltiska guden.

## Historik

### Stenåldern, år 4000-1800 f.Kr.
Under Neolitikum (perioden 4000 till 3500 f.Kr), befolkades platsen av halvnomadiska kulturer. Bautastenen i Courbessac står rest nära flygplatsen. Denna kalkstenmonolit på över två meter i höjd är från cirka 2500 f.Kr. och anses vara det äldsta monumentet i Nîmes.

### Bronsåldern, år 1800-600BC f.Kr.
Bronsåldern har lämnat spår av byar som gjordes av enkla hyddor. Befolkningen på platsen ökade sakta under bronsåldern. Urnfältskulturen anses förhärskande under perioden, och efterföljdes av, eller utvecklades till keltiska stammen kallad Volker.

### Äldre järnåldern, år 600–125 f.Kr.
Klippan Mount Cavalier var platsen för den fornborg som är ursprunget till staden.  Under tredje och andra århundradet f.Kr. byggdes på toppen ett 18 m högt kallmurat torn och som senare byggdes om till det romersktida Tour Magne. Tornet införlivades senare med omgivande mur. Volkerna som hade bosatt sig vid foten av klippan Mount Cavalier byggde på platsen en helgedom till guden Nemausus. 

### Romarriket i Nîmes, år 123 f.Kr. till år 472
År 123 f.Kr. bekämpade den romerska generalen Quintus Fabius Maximus galliska stammar i området och besegrade Allobroges och Arverni, medan Volcae inte anses ha stämt upp till något motstånd, förmodligen för att man redan hade viktig handel med romarna. Det finns inga dokument som styrker annat. Den romerska provinsen Gallia Transalpina grundades 121 f.Kr. och från 118 f.Kr. korsade Via Domitia, den första romerska vägen byggd i Gallien, genom den blivande staden Nîmes. 
Nîmes var en viktig ort redan innan kelterna i området accepterat romerskt herravälde 121 före Kristus, men blev under romersk ledning långt viktigare. När kejsar Augustus grundade Colonia Augusta Nemausus 27 före Kristus, utvecklades staden till den viktigaste staden i Gallien.
I Nîmes finns flera välbevarade romerska lämningar:
- Den ellipsformade amfiteatern från 200- eller 100-talet före Kristus som fortfarande används för tjurfäktning och konserter.
- Templet Maison Carrée från år 19 före Kristus, som är det bäst bevarade romerska templet.
- Akvedukten Pont du Gard en bit utanför staden.
- Tour Magne, ruinen efter ett romerskt torn på berget Mont Cavalier i närheten.
- Delar av stadsmuren.

Över ett av stadens tempel byggdes under tidig medeltid katedralen Notre Dame et Saint Castor, senare ombyggd i flera omgångar. En annan i romansk stil uppförd är Saint Paul. I det forna biskopspalatset har senare stadsmuseet inrymts.
Nîmes erövrades 465 av visigoterna, vilka 729 förlorade den till araberna, som behöll kontrollen över staden till 759. Nîmes kom under den franska kronan 1229.
Under senare tid blev staden känt för sina silkesspinnerier, metall-, sprit-, trikå-, sko- och möbelindustri. Den var en av hugenotternas huvudorter och återkommande huvudplats för religionsstrider.

## Denimtyg
Tygtypen denim som används i bland annat jeans har fått sitt namn från staden. Namnet kommer av serge de Nîmes, det vill säga siden från staden Nîmes. Serge (franska, försvenskat till sars) var ursprungligen ett sidentyg, men gavs senare inslag av bomull.

## Befolkningsutveckling
Antalet invånare i kommunen Nîmes
Referens:INSEE